# Параскивеско, Теодор
Теодор Параскивеско (фр. Théodore Paraskivesco, первоначально рум. Theodor Paraschivescu; род. 11 июля 1940, Бухарест) — французский пианист румынского происхождения.
Окончил Бухарестскую консерваторию, ученик Сильвии Шербеску. В 1961 г. получил в Румынию государственную стипендию для продолжения образования в Париже. Учился у Магды Тальяферро, Ивонны Лефебюр и Нади Буланже.
В наибольшей степени известен как специалист по творчеству Клода Дебюсси, в 1980 г. записал полное собрание его фортепианных произведений (впрочем, к его полноте предъявлялись определённые претензии). Выступает также в составе фортепианного трио.
С 1985 г. преподаёт фортепиано и камерный ансамбль в Парижской консерватории. Среди его учеников, в частности, Александр Таро.